# 프롬스뱌즈방크
프롬스비아즈방크 PJSC (PSB; 러시아어: ПАО "Промсвязьбанк")는 러시아 모스크바에 위치한 구 민영 은행으로, 현재는 국유기업이다. 이 은행은 올리가르히 드미트리 아나니예프와 그의 형제 알렉세이 아나니예프가 소유했다. 2012년 기준으로 자산 규모로 러시아에서 10번째로 큰 은행이었다.
이 은행은 1995년 5월 CIS 최대 시스템 통합 업체인 테크노서브의 소유주인 아나니예프 형제가 설립했다. 초기 고객은 로스텔레콤과 같은 주요 통신 회사였다. 2006년부터 2012년까지 15.32%의 지분은 코메르츠방크가 소유했다. 2010년 2월, 11.75%의 지분은 EBRD가 인수했다.
2016년 2월까지 이 은행은 10만 개 이상의 기업 고객과 200만 명 이상의 개인 고객에게 서비스를 제공했다. 2018년에 러시아 연방정부는 이 은행을 국유화하고 전 소유주를 기소했다. 인터폴은 이 기소가 정치적 동기에 의한 것이라고 판단했다. 프롬스비아즈방크는 러시아 국방 부문을 지원하는 은행으로 공식 지정되었다.
러시아의 우크라이나 침공 전조에 대응하여, 특히 블라디미르 푸틴 러시아 대통령이 2022년 2월 21일 우크라이나로부터 루간스크 인민공화국과 도네츠크 인민공화국의 독립을 인정하면서, 프롬스비아즈방크는 캐나다, 영국, 미국을 포함한 여러 국가의 제재 대상이 되었다. 2024년 몰도바 경찰청장 비오렐 체르너우체아누는 프롬스비아즈방크가 몰도바에서 표 매수 계획에 연루되었다고 밝혔다.

## 초기 역사
프롬스비아즈방크는 1995년 모스크바에서 알렉세이 아나니예프와 드미트리 아나니예프 형제에 의해 설립되었다. 처음에는 통신 회사 서비스를 제공했지만, 나중에 보편적인 은행으로 발전하기 시작했다. 2000년대 중반까지는 러시아 상위 20대 은행에 진입했다.
2004년부터 2007년까지 이 은행의 총 자본은 60억 루블에서 363억 루블로 6배 증가했으며, 자산은 419억 루블에서 2932억 루블로 증가했다. 프롬스비아즈방크 사무실은 러시아 90개 정착지에 나타났다.
2014년, 러시아 은행은 프롬스비아즈방크를 3대 시스템적으로 중요한 은행 중 하나로 인정했다.
2006년부터 2012년까지 PSB 주주 중 한 곳은 독일의 코메르츠방크로, 15.32%의 지분을 소유했다. 2012년 코메르츠방크는 주주에서 철회하고 그 지분을 설립자들에게 매각해야 했다. 2010년에는 유럽 부흥 개발 은행이 주주가 되어 주식의 11.75%를 매입했다.
2016년 말 기준으로 프롬스비아즈방크의 자산은 1조 2천억 루블이었으며, 기업 대출 포트폴리오는 6,760억 루블, 소매 대출 포트폴리오는 690억 루블이었다. 이 은행은 개인 예금 유치 측면에서 러시아 상위 10대 은행에 속한다.
프롬스비아즈방크는 기업 부문에 적극적으로 대출을 제공했다. 그러나 2008년과 2014년 위기 이후 이러한 대출의 품질이 하락했다. 은행은 기업 채무자를 압류하여 재판매를 통해 돈을 회수하기 시작했다. 거의 같은 시기에 프롬스비아즈방크는 소유주의 프로젝트에 적극적으로 자금을 지원하기 시작했으며, 이는 결국 국유화의 한 원인이 되었다.

## 국유화
프롬스비아즈방크의 문제는 2017년부터 시작되었다. 발단은 알파캐피탈의 애널리스트 세르게이 가브릴로프가 고객들에게 보낸 편지였다. 이 편지에서 가브릴로프는 프롬스비아즈방크를 구조조정 위협을 받는 네 가지 문제 은행 중 하나로 지목했다. 가을에 은행 문제의 존재는 무디스에 의해 확인되었다.
2017년 12월, 러시아 중앙은행 (CBR)은 프롬스비아즈방크에 임시 관리를 도입한 다음, 1천억 루블 이상의 신용 폴더 실종을 포함한 불법 거래 징후를 발견했다고 발표했다. 곧 은행 공동 설립자인 아나니예프 형제는 러시아를 떠났다. 새로운 경영진은 전 소유주들에게 그들의 부실 경영으로 인해 발생했다고 주장하는 손해에 대한 보상을 요구해 왔다. 2019년에는 법원 명령으로 그들의 재산(비행기, 자동차, 그림 등)이 압류되었다. 나중에 아나니예프 형제는 수백만 달러 횡령 혐의로 기소되었고, 궐석으로 체포되었으며, 이어서 인터폴 수배자 명단에 추가되었다. 2020년 12월, 인터폴은 러시아의 기소가 정치적 동기에서 비롯되었다고 판단하여 형제를 명단에서 삭제했다.
3년 후, PSB 공동 설립자 중 한 명인 드미트리 아나니예프는 은행을 국유화하고 국방 산업에 활용하려는 계획이 2015년에 러시아 중앙은행에서 비롯되었다고 말했다. 은행가에 따르면, 그는 형사 사건 개시 또는 심지어 살해 위협을 포함한 압력을 받았다.
2018년 1월, 중앙은행은 PSB의 자본 기반이 마이너스임을 인정하고 인가된 자본을 1루블로 줄였다. PSB는 모스크바 증권거래소에서 상장 폐지되었다. 3월에 국가 두마는 PSB가 국가 소유가 될 것이라는 법률을 채택했다. 1,134억 루블 규모의 추가 주식 발행이 이루어졌다. 이 주식은 국가 러시아 예금보험공사가 명목 가격으로 매입하여 2018년 5월 러시아 연방 국유재산 관리청에 양도했다. 러시아 연방정부의 결정에 따라 PSB는 러시아 국방 부문의 전속 은행이 되었다. 전 총리 (2004-07)이자 전 외무 정보국장 (2007-16)인 미하일 프랏코프의 장남인 표트르 프랏코프가 은행장으로 임명되었다 (임시 관리위원회 위원장 직위).
9월에 중앙은행은 임시 관리체제를 종료했다. 표트르 프랏코프가 PSB의 회장이 되었다.
조직 재편 조치의 결과로, 2018년 말까지 프롬스비아즈방크는 1,495억 루블의 자기 자본과 1조 2,808억 루블의 자산을 보유하게 되었다.

## 제재와 우크라이나 위기
프롬스비아즈방크가 '국방' 은행으로 전환되면서 러시아 당국은 미국의 제재에 대한 우려를 표명했다. 고객과 은행 경영진을 보호하기 위해 여러 조치가 취해졌다. 고객들은 외국 증권을 매각 또는 인출하고, 달러 예금을 전환 또는 인출하도록 요청받았다. 은행 이사회의 구성은 기밀로 분류되었으며, 표트르 프랏코프는 "유일한 집행 기관"이다. (그는 개인 제재를 두려워하지 않는다고 말했다.)
2022년 2월 21일, 블라디미르 푸틴 러시아 대통령은 루간스크 인민공화국과 도네츠크 인민공화국이 우크라이나로부터 독립한다고 선언하는 법령에 서명했다. 이는 여러 국가가 러시아 연방정부와 밀접한 관련이 있다고 여겨지는 기업과 개인에 대해 경제 제재를 준비하고 부과하게 만들었다. 2022년 2월 22일, 보리스 존슨 영국 총리는 프롬스비아즈방크를 포함한 5개 은행에 대한 제재를 발표했다. 조 바이든 미국 대통령도 프롬스비아즈방크를 포함한 다수의 러시아 개인 및 기업에 대한 제재를 부과했다. 쥐스탱 트뤼도 캐나다 총리 또한 제재 부과에 착수할 것이라고 발표했다. 또한 이 은행은 뉴질랜드로부터 제재를 받았다.

## 몰도바 표 매수
2024년 10월 24일, 몰도바 경찰청장 비오렐 체르너우체아누는 해당 국가에서 금지된 프롬스비아즈방크를 통해 9월 이후 3,900만 달러, 그 달에는 1,500만 달러, 10월에는 2,400만 달러가 몰도바의 138,000명 이상에게 "몰도바 유권자를 타락시키기 위해" 이체되었다고 밝혔다. 그에 따르면, 이 시스템의 혜택을 받은 사람들의 수는 훨씬 더 많을 것이며, 이 사람들은 자신뿐만 아니라 가족 구성원을 위해서도 돈을 받았을 것이라고 한다. 그가 말했듯이, 이 시스템은 늦은 봄에 시작되었으며, 사람들이 텔레그램의 대화형 챗봇의 지시에 따라 다운로드한 애플리케이션을 통해 수행되었다. 이를 통해 그들은 시스템에 진입하고 프롬스비아즈방크로부터 송금을 받을 수 있었다. 체르너우체아누는 10월 현재까지 몰도바 경찰이 97개의 텔레그램 그룹에서 이러한 봇의 활동을 문서화하고 중단시켰다고 밝혔다.
이는 2024년 몰도바 대통령 선거 1차 투표에서 몰도바 대통령이자 친유럽 후보인 마이아 산두가 과반 득표에 실패한 것과, 간신히 50%를 조금 넘는 득표율로 통과된 2024년 몰도바 유럽 연합 가입 국민투표의 맥락에서 일어났다. 산두는 두 투표 후 몰도바가 30만 표를 매수하려 했던 "범죄 집단과 외세"의 전례 없는 공격을 겪었다고 밝혔다.

## 현대사
- 2018년 러시아 연방정부는 국방 기업에 발행된 대출을 프롬스비아즈방크로 이전하기 시작했다. 2019년 여름, 표트르 프랏코프는 그 규모를 2,500억 루블로 추정했다.[29]

- 2019년 12월, 군수산업 단지를 지원하는 은행으로서 PSB의 기능을 최종적으로 부여하는 법률이 통과되었다. 이 법률은 은행의 국유 지분 판매를 금지했다.[30]

- 2019년 12월, 프롬스비아즈방크는 스비아즈방크 지분의 99% 이상을 소유하게 되었다. 이 은행은 광범위한 지점망을 가지고 있었고, 개인 예금 기준으로 상위 30위 안에 들었으며, 모기지 대출 기준으로 상위 10위 안에 들었다. 이 은행은 2008년부터 구조조정 중이었으며, 그 지분은 국유 브네셰코놈방크의 대차대조표에 있었다. 스비아즈방크를 새 소유주에게 이전하기 위해, 그 지분은 먼저 러시아 연방 국유재산 관리청으로 이전되었다. 그런 다음 프롬스비아즈방크는 추가 주식을 발행하여 스비아즈방크 주식과 교환했다.[31] 2020년 5월, 스비아즈방크는 프롬스비아즈방크에 완전히 통합되었다. 이로 인해 자산은 2천억 루블 증가했고, 자본은 220억 루블 증가했다.[32]

- 2020년 12월, 프롬스비아즈방크는 로스코스모스의 자회사 은행인 로스코스모스방크를 인수했다. 언론 보도에 따르면, 이 은행은 인가 자본금(41억 9천만 루블) 가격으로 매각되었으며, 지불금으로 프롬스비아즈방크는 2032년 만기 어음을 발행했다.[33] 합병은 2021년 5월까지 완료되었다. 프롬스비아즈방크의 자본은 330억 루블 증가했다. 로스코스모스의 120개 자회사와 약 20만 명의 직원이 이 은행의 고객이 되었다. 프롬스비아즈방크의 지점망은 바이코누르를 포함한 우주 기지 지점으로 보충되었다.[34]

- 2020년 보고서에 따르면, 2020년 12월 31일 기준 프롬스비아즈방크의 총 자산은 2조 7,640억 루블, 총 자기 자본은 2,484억 루블, 영업 수익은 1,041억 루블, 순이익은 259억 루블이었다.[35]

- 2021년 3월, 프롬스비아즈방크는 정부에 대규모 프로젝트 자금 조달을 위한 "자본화 기금"을 조성할 것을 제안했다. 제안자들의 구상에 따르면, 국가 승인 프로젝트에 자금을 지원할 때 은행은 특별 기금에서 2조 루블 규모의 기부 자본을 유치할 수 있다. 이 제안은 러시아 산업통상부에서 검토 중이다.[36]

- 2021년 4월, 러시아 중앙은행은 재건된 모스크바 인더스트리얼 은행(MInBank)을 프롬스비아즈방크로 이전하는 계획을 승인했다. 부실 자산은 트러스트 은행으로 이전될 예정이다.[37]

- 2021년 4월 포브스의 세계 최고 은행 순위에서 PSB는 러시아 은행 중 14위를 차지했다.[38]

- 2022년, 러시아 연방정부는 공공 자금으로 은행의 자본을 137억 3천1백만 루블 늘리기로 결정했다.[39]

- 2022년 2월, 은행은 "유나이티드 메탈러지컬 코퍼레이션"으로부터 비국영 연금 기금 "게페스트"를 인수했다.[40]

- 2022년 프롬스비아즈방크는 인가 자본을 1,752억 루블로 증액했다.[41]

- 2023년 3월 21일, 프롬스비아즈방크는 2019년부터 구조조정 절차를 밟고 있던 모스크바 인더스트리얼 은행을 인수했다. 상당한 손실을 누적했던 은행의 자본은 1루블로 감소되었고, 러시아 중앙은행 관할에서 러시아 예금보험공사로 이전된 후, MInB의 주식 100%가 PSB의 소유로 넘어갔다.[42]